# Markthalle (Combret)

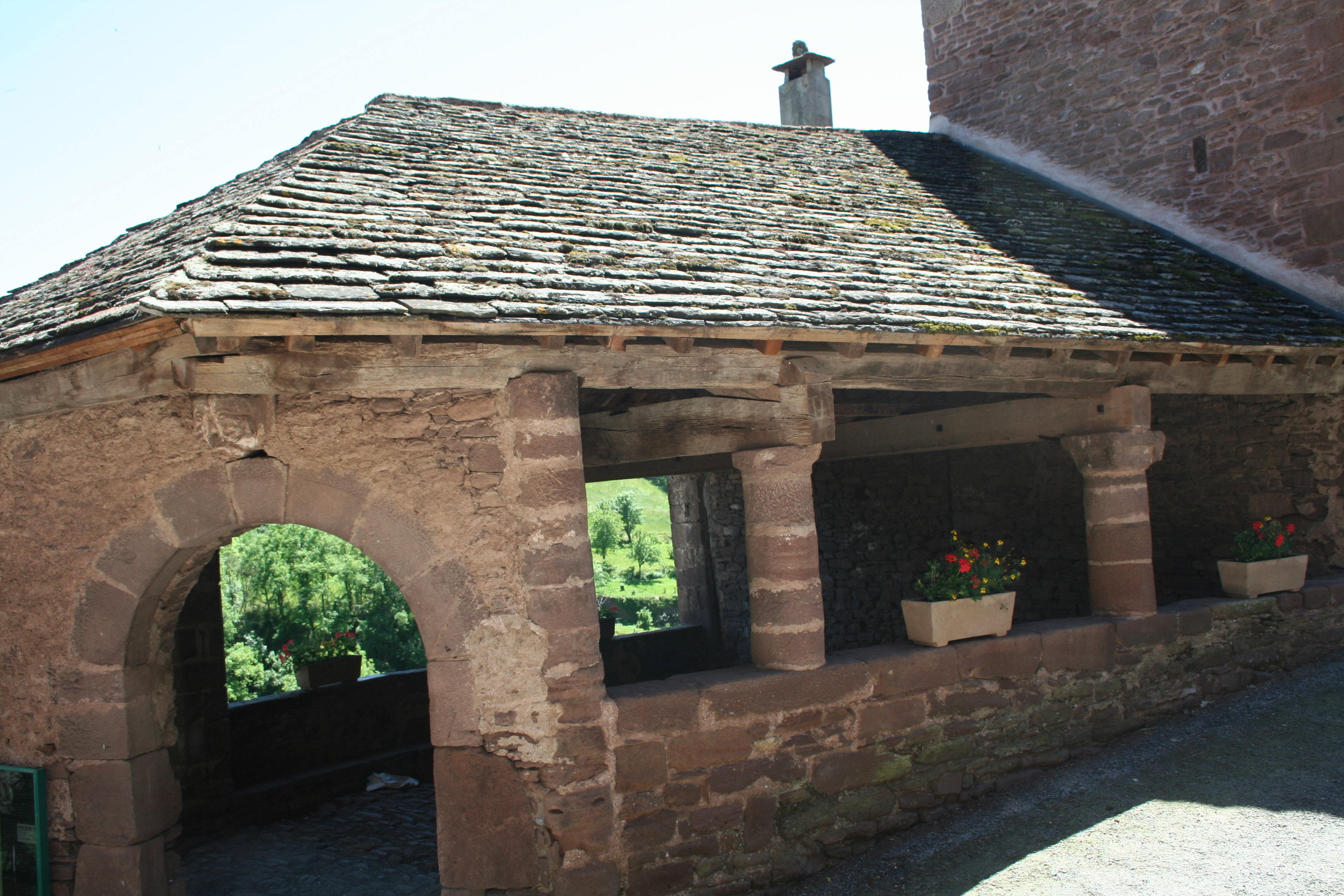
Markthalle in Combret

Die Markthalle in Combret, einer französischen Gemeinde im Département Aveyron in der Region Okzitanien, wurde im Mittelalter errichtet. Die Markthalle steht seit 2004 als Monument historique auf der Liste der Baudenkmäler in Frankreich.
Das rechteckige Gebäude, das auch als Gerichtssaal genutzt wurde, ist an zwei Seiten offen. Das Walmdach ist mit Schiefer gedeckt. Im Jahr 1911 wurden bei der Renovierung Veränderungen vorgenommen.